# リアルタイムストラテジー

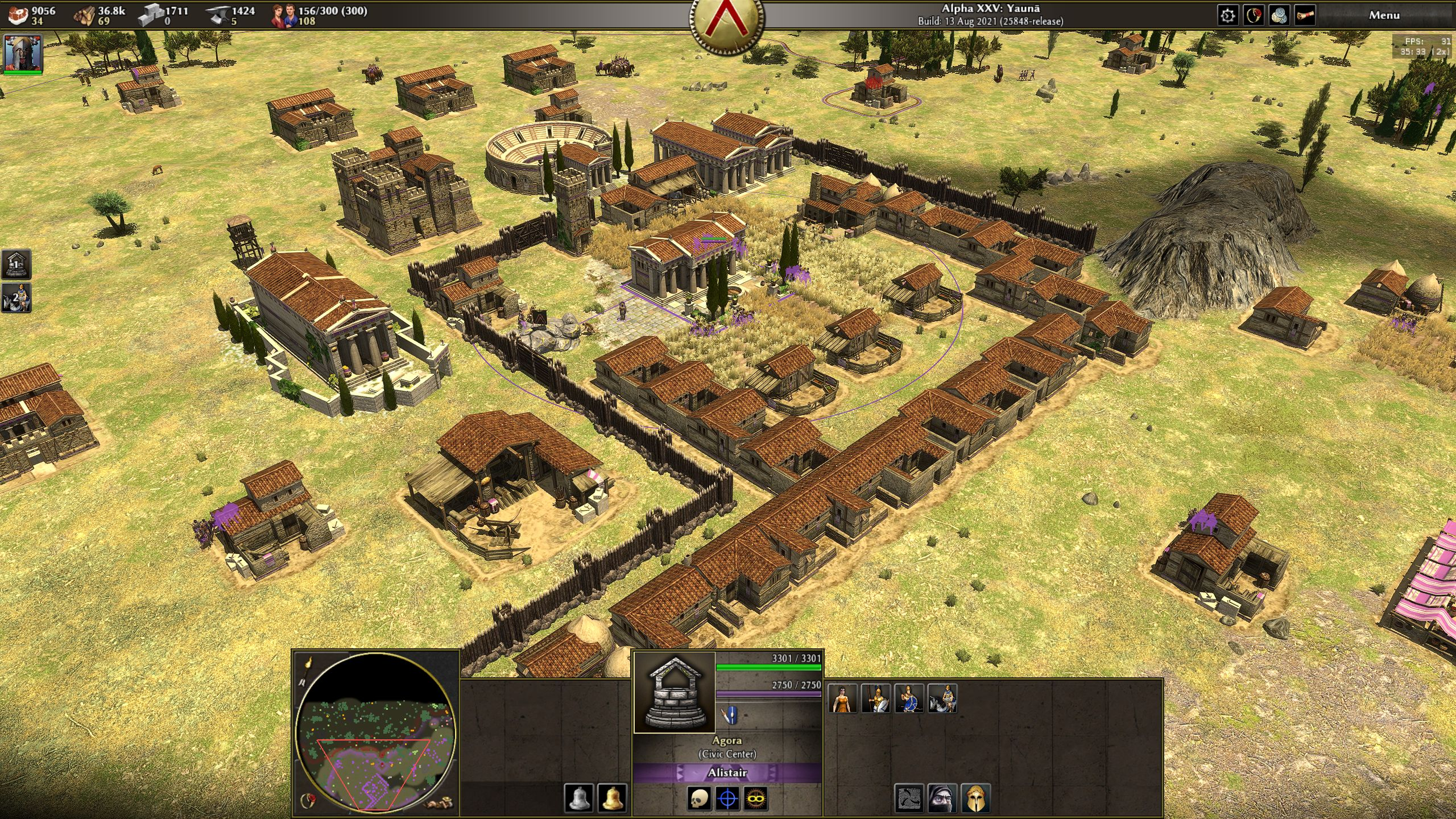
ビデオゲーム 0 A.D.

リアルタイムストラテジー（Real-time Strategy、RTS）は、コンピュータゲーム（主にパソコン向け）のジャンルの一つ。ストラテジーゲームの中でも、命令および行動の順番が明確に決まっているターン制ストラテジー（Turn-Based Strategy、TBS）ゲームとは違い、プレイヤーはリアルタイムに進行する時間に対応しつつ、状況に合わせた行動計画を立てるまたは考えながら敵と戦うものを指す。

## 概要・歴史
1984年に出たアメリカEVRYWARE社の『The Ancient Art of War』（日本では『アート・オブ・ウォー』の名称で、PC-8801をプラットフォームとしてブローダーバンド・ジャパンから発売された）をその起源とする。マウス操作に適しており、1995年から1997年にかけてPC向けにウォークラフト、コマンド＆コンカー、エイジ オブ エンパイアが発売されヒットしたことで一大ジャンルへと成長した。
自分が兵士となって敵と戦うファーストパーソン・シューティングゲーム（FPS）やアクションゲーム、さらに戦闘機や艦船などの乗り物をパイロットや艦長などの立場で操縦・指揮して戦うゲーム（シミュレータ）の要素を副次的に持つものもあるが、それらのゲームとは異なり、プレイヤーが神や指揮官などの第三者的視点で兵士などのキャラクターに指示を与え、敵を倒させる展開となるのが特徴である。
ゲームがアクション性を持つため、プレイヤーの判断力や操作力もゲームの勝敗に影響してくる。
「ストラテジーゲーム」と称しているが、プレイヤーの動かすコマは一国レベルから『コマンドス』のように5-10人レベルまで多様であり、戦略級(ストラテジー)ではなく戦術級(タクティクス)なら「リアルタイムタクティクス」(RTT)と細かく区別する場合もある。ただしこれらを明確に区別する基準はない。中には、戦略級と戦術級のマップを用意し、常時はターン制戦略マップで、戦闘時にリアルタイム制戦術マップに切り替えるタイプも多く存在する。また、町造りをリアルタイムで行いつつ戦争などの要素も取り入れているゲームもあり、そうしたゲームは「ミニスケープ」（箱庭ゲーム）と「リアルタイムストラテジー」両方のジャンルとして扱われることもある。
日本では、ターン制ストラテジーゲーム同様シミュレーションゲームのサブジャンルとされるが、欧米ではシミュレーションゲームとは異なるジャンルとして扱われる。

## 主要なリアルタイムストラテジーゲーム
※並び順は個別作品名有りシリーズ→個別無し作品名シリーズ→単発作品の順に50音順
- アメリカンコンクエストシリーズ
  - アメリカンコンクエスト
  - アメリカンコンクエスト 自由の女神
- エマージェンシー (Emergency) シリーズ[1]
  - Emergency: Fighters for Life
  - エマージェンシー2 (Emergency 2: The Ultimate Fight for Life)
  - Emergency 3
  - EMERGENCY 4(北米版は、911: First Responders)
  - エマージェンシー2012 (Emergency 2012)
- ウォークラフトシリーズ
- ウォーゲームシリーズ
- ギャラクシーエンジェルシリーズ
- 機動戦士ガンダム0079カードビルダー
- 機動戦士ガンダム 木馬の軌跡
- コサックス (Cossacks) シリーズ
  - コサックス 攻城の世紀
  - コサックス 采配の芸術
  - コサックス 戦争の大陸
  - コサックス 2 皇帝ナポレオン
  - Cossacks 3
- コマンド&コンカーシリーズ
- サドン ストライクシリーズ
  - サドン ストライク2
  - サドン ストライク3
  - サドン ストライク4
- ジオニックフロント 機動戦士ガンダム0079
- スタークラフトシリーズ
- スーパーロボット大戦Scramble Commanderシリーズ
- ダイナブラザーズシリーズ
- 伝説のオウガバトルシリーズ
  - オウガバトル64
  - 伝説のオウガバトル外伝 ゼノビアの皇子
- Dawn of Warシリーズ
- トータルウォー (Total War) シリーズ
  - ショーグン:トータルウォー (Shogun:Total War)
  - メディーバル:トータルウォー (Medieval:Total War)
  - ローマ:トータルウォー (Rome:Total War)
  - メディーバル2:トータルウォー (Medieval2:Total War)
  - エンパイア:トータルウォー (Empire: Total War)
  - Napoleon:Total War
  - Shogun2:Total War
- バトルストーム
- ファイア・デパートメント (Fire Department) シリーズ
  - ファイア・デパートメント (Fire Department、Emergency Fire Response)
  - ファイアーキャプテン〜ファイアーデパートメント2〜 (Fire Department2)
  - ファイアーキャプテン2〜緊急!!消防最前線24時〜 (Fire Department3)
- ファーストクイーンシリーズ
- Plants vs. Zombiesシリーズ
- ブリッツクリーグ (Blitzkrieg) シリーズ
- Halo warsシリーズ
- ホームワールドシリーズ
- ロードモナークシリーズ
- 1944 〜バルジの戦い〜 (1944:Battle of The Bulge)
- D-Day 〜ノルマンディー上陸作戦〜 (DDay)
- DRAGON SKY
- FRONT MISSION ALTERNATIVE
- GUILTY GEAR 2 OVERTURE
- Hearts of Iron
- Hegemony
  - Hegemony Gold: Wars of Ancient Greece
  - Hegemony Rome: The Rise of Caesar
  - Hegemony III: Clash of the Ancients
- Heaven×Inferno
- New Space Order
- R.U.S.E.
- TOKYO EXE GIRLS
- アイドル・ジェネレーション 第2次・萌えっ子大戦争!!
- Urban Assault - 3Dシューターの要素を併せ持っている。
- ヴァルキリーコネクト
- Tom Clancy's EndWar
- エイジ オブ エンパイア シリーズ
- エンパイア・アース
- カンパニー・オブ・ヒーローズ
- クラッシュ・ロワイヤル
- グリムグリモア
- 剣と魔法と学園クエスト。
- 三国志大戦
- 十三機兵防衛圏
- スプリームコマンダー
- 聖剣伝説 HEROES of MANA
- 戦国大戦
- 空と大地のクロスノア
- ディオフィールド クロニクル
- デザートラッツ 〜砂漠の鼠vs北アフリカ軍団〜 (DESERT RATS vs. AFRICA KORPS)
- 突撃!アーミーマン 史上最小の作戦
- ナポレオン
- 半熟英雄シリーズ
- ハンドレッドソード
- ファイナルファンタジーXII レヴァナント・ウィング
- ブレイブリーアーカイブ ディーズレポート
- ヘルツォーク / ヘルツォーク・ツヴァイ
- モスクワトゥーベルリン 〜ドイツ軍最後の戦い〜 (МОСКВА to BERLIN)
- 遊☆戯☆王 フォルスバウンドキングダム 〜虚構に閉ざされた王国〜
- ライズ オブ ネイション 〜民族の興亡〜
- リアルタイムバトル将棋
- LORD of VERMILION
- LORD of VERMILION III
- ワールド・イン・コンフリクト
- ワールドエンドエクリプス
- ワールドクロスサーガ -時と少女と鏡の扉-

### リアルタイムタクティクス
- Age of Sailシリーズ
- M1 Tank Platoonシリーズ
- エンド ウォー
- Cannon Fodderシリーズ
- Ground Controlシリーズ
- クロースコンバット (Close Combat) シリーズ
- 決戦シリーズ
- コマンドスシリーズ
- Stormrise
- ソルジャーズ (SOLDIERS:HoWWII)
- 武田信玄 (パソコン用ゲーム)シリーズ
- 突撃!!ファミコンウォーズ
- ナポレオン戦記
- Battlestations: Midwayシリーズ
- フィギュアヘッズ
- フル スペクトラム ウォリアーシリーズ
- Mythシリーズ
- MechCommanderシリーズ
- Men of Warシリーズ
- ロストオーダー
- Total Warシリーズ

### ミニスケープ的なリアルタイムストラテジー
- ストロングホールドシリーズ
- セトラーズシリーズ
- ダンジョンキーパーシリーズ
- ブラック&ホワイトシリーズ
- ポピュラスシリーズ
- Game of war Fire age
- ウォードラゴンズ
- クラッシュオブキングス
- クラッシュオブクイーンズ
- クラッシュ・オブ・クラン
- クリスタルオブリユニオン
- ヴァイキング:クランの戦争
- ストームフォール